# Facharzt für Psychosomatische Medizin und Psychotherapie
Das Fachgebiet des Facharztes bzw. der Fachärztin für Psychosomatische Medizin und Psychotherapie ist die Psychosomatik. Sie befasst sich mit Krankheiten und Leidenszuständen, an deren Verursachung psychosoziale, psycho-somatische und somato-psychische Faktoren (einschließlich dadurch bedingter körperlich-seelischer Wechselwirkungen) maßgeblich beteiligt sind. Die Aufgabe des Facharztes ist die Erkennung, psychosomatisch-medizinische und psychotherapeutische Behandlung, Vorbeugung und Rehabilitation dieser Erkrankungen.
Die Bezeichnung „Facharzt für Psychosomatische Medizin und Psychotherapie“ ersetzte ab 2003 die 1992 in Deutschland eingeführte Bezeichnung  Facharzt für Psychotherapeutische Medizin. Kammerangehörige mit dieser älteren Bezeichnung sind laut einer Übergangsbestimmung berechtigt, die neue Facharztbezeichnung zu führen. Wer bei Inkrafttreten der Weiterbildungsordnung 1992 die Zusatzbezeichnungen „Psychoanalyse“ oder „Psychotherapie“ führte, erhielt auf Antrag das Recht, die Bezeichnung „Facharzt für Psychotherapeutische Medizin“ zu führen, wenn er nach Erwerb der
Zusatzbezeichnung über einen Zeitraum von mindestens fünf Jahren überwiegend Psychotherapie ausgeübt hatte. In der DDR war bereits 1978 ein Facharzt für Psychotherapie als Zweitfacharzt und 1989 als Erstfacharzt eingeführt.

## Facharzt-Weiterbildung

### In Deutschland
Um hier als Facharzt für Psychosomatische Medizin und Psychotherapie anerkannt zu werden, bedarf es aktuell einer mindestens 5-jährigen Facharztweiterbildung mit anschließender Facharztprüfung; frühere Weiterbildungen waren zum Teil kürzer.
Voraussetzung für den Beginn der Facharztweiterbildung ist die Approbation. Während der Weiterbildungszeit müssen folgende Mindestanforderungen erfüllt werden:
- 60 Monate Psychosomatische Medizin und Psychotherapie an von den zuständigen Landesärztekammern anerkannten Weiterbildungsstätten unter einem befugten Arzt bzw. einer befugten Ärztin,
  - von den 60 Monaten müssen 12 Monate in anderen Gebieten der somatischen Patientenversorgung abgeleistet werden,
  - und können zum Kompetenzerwerb bis zu 12 Monate Weiterbildung in Psychiatrie und Psychotherapie und/oder Kinder- und Jugendpsychiatrie und -psychotherapie erfolgen.

Die Weiterbildung soll sowohl kognitive und Methodenkompetenz (Kenntnisse) vermitteln, als auch Handlungskompetenz (Erfahrungen und Fertigkeiten).
Für Theorie in Krankheitslehre und Diagnostik sind 120 Stunden als Richtzahl vorgesehen, ebenso 120 Stunden für Kenntnisse in den wissenschaftlich anerkannten psychotherapeutischen Verfahren und Methoden, insbesondere der psychodynamischen/tiefenpsychologischen Therapie und der Verhaltenstherapie. Bei den jeweiligen Verfahren werden Kenntnisse in der Einzeltherapie, der Paartherapie, Familientherapie einschließlich systemischer Therapie, der Gruppenpsychotherapie und der Psychotraumatherapie gefordert.
Im Bereich Erfahrungen und Fertigkeiten wählt der Weiterbildungsteilnehmer eines der beiden „anerkannten“ Verfahren für die vertiefte Weiterbildung, wobei ein Teil der geforderten Untersuchungen und Behandlungen auch in der jeweiligen anderen Grundorientierung durchgeführt werden
kann. Insgesamt werden mindestens 100 psychosomatische und psychotherapeutische Untersuchungen sowie 100 dokumentierte psychosomatische und psychotherapeutische Behandlungsfälle unter regelmäßiger Supervision verlangt (Einzelpsychotherapien, Kurzzeitpsychotherapien und Gruppentherapien).
Dazu kommen:
- Selbsterfahrung in dem psychotherapeutischen Verfahren, in welchem der Weiterbildungsteilnehmer auch die Psychotherapiekompetenzen vertiefend erwirbt, also entweder in der Verhaltenstherapie oder der psychodynamischen/tiefenpsychologischen Therapie,
- 70 Stunden interaktive Fallarbeit bzw. Balintgruppenarbeit,
- eine Fortbildung in Entspannungsverfahren (Autogenes Training, Progressive Muskelentspannung, Hypnose),
- Kriseninterventionen unter Supervision,
- Psychotraumatherapien mit Anwendung von traumaspezifischen Techniken,
- weitere in der Weiterbildungsordnung aufgeführte Kenntnisse und Erfahrungen, z. B. Erstellung von Gutachten.[5]

### In Österreich
Um die Kompetenz der Ärzteschaft im psychosozialen, -somatischen und -therapeutischen Bereich zu verbessern, gibt es in Österreich seit 1989 drei postpromotionelle aufeinander aufbauende PSY-Diplom-Lehrgänge:
1. PSY 1: ÖÄK-Diplom für Psychosoziale Medizin (Dauer ca. 1 Jahr)
2. PSY 2: ÖÄK-Diplom für Psychosomatische Medizin (Dauer ca. 2 Jahre)
3. PSY 3: ÖÄK-Diplom für Psychotherapeutische Medizin (Dauer ca. 4 Jahre).

Diese Fortbildungsdiplome sind allen Fachärzten und Allgemeinmedizinern zugänglich und vermitteln die genannten Kenntnisse und Fertigkeiten. Im Gegensatz zu Deutschland gibt es jedoch keinen Facharzt für Psychosomatische Medizin.

## Facharztzahlen für Deutschland
Am 31. Dezember 2020 gab es nach der Statistik der Bundesärztekammer 1707 berufstätige Fachärzte für Psychosomatische Medizin und Psychotherapie, dazu 2416 Fachärzte für Psychotherapeutische Medizin und 7 Ärzte für Psychotherapie.

## Abgrenzung
Der Facharzt für Psychosomatische Medizin und Psychotherapie ist der Spezialist, wenn es sich um eine psychosomatische, somatopsychische oder um eine spezialisierte Psychotherapie erfordernde Störung handelt. Das Spektrum umfasst zudem u. a. auch die Psychoonkologie und die Schmerztherapie. Nach den gängigen Weiterbildungsordnungen ist er einer der am breitesten ausgebildeten Psychotherapeuten der Versorgungslandschaft. So haben die neuen Fachärzte für Psychosomatische Medizin und Psychotherapie u. a. verschiedene Psychotherapie-Schulen, wie Tiefenpsychologie, Verhaltenstherapie, systemische Ansätze und das Arbeiten in verschiedenen Settings (wie Einzel-, Gruppen-, Paar- und Familientherapie), aber auch spezialisierte psychotherapeutische Ansätze, wie z. B. Sexual- oder Traumatherapie auf dem Lernplan. Allerdings ist ihnen, anders als für Fachärzte für Psychiatrie, kein Rotationsjahr in die Neurologie vorgeschrieben.
Neben der psychotherapeutischen Kompetenz verfügt der Facharzt für Psychosomatische Medizin und Psychotherapie durch das vorausgehende Medizinstudium und die Facharztweiterbildung auch über Kenntnisse in Diagnostik und Behandlung anderer, insbesondere internistischer Erkrankungen, mit denen es Überschneidungen zur Psychosomatik gibt (auch z. B. HNO, Neurologie, Orthopädie). Deshalb ist auch die Abklärung und Einschätzung, ob bei im psychosomatischen Bereich vorkommenden körperlich schwer kranken Patienten die Symptome eine körperliche oder eine psychische Ursache haben, eine zentrale Aufgabe.
Die Facharztdisziplin Psychosomatische Medizin und Psychotherapie hat mit verwandten Disziplinen wie dem Facharzt für Psychiatrie und Psychotherapie, dem Facharzt für Innere Medizin sowie dem Facharzt für Kinder- und Jugendpsychiatrie und Psychotherapie das 6-jährige Medizinstudium und eine darauf aufbauende, heutzutage meist fünfjährige Facharztweiterbildung gemeinsam, wobei Fachärzte früher meist deutlich kürzere Weiterbildungen absolviert haben, praktische Ärzte hingegen gar keine echte Weiterbildung. Alle Ärzte dürfen aufgrund ihrer ärztlichen Approbation auch Medikamente wie Psychopharmaka, aber grundsätzlich auch Medikamente für somatische Erkrankungen verschreiben und Arbeitsunfähigkeitsbescheinigungen ausstellen.

## Kontroversen
Heftige Kritik gab es von Seiten der Interessenvertretungen der Fachärzte für Psychosomatische Medizin (DKPM, DGPM) an dem Bestreben der Interessenvertretung der Fachärzte für Psychiatrie (DGPPN) im November 2012, ihren Facharztnamen künftig um „Psychosomatik“ zu erweitern.
Die Fachgesellschaft für Psychiatrie hätte zudem begrüßt, wenn es zusammen mit der Psychosomatik einen gemeinsamen „großen Facharzt“ geben würde, dessen Name noch zu bestimmen sei. Die Bundesärztekammer betonte jedoch, dass weiterhin sowohl der Facharzt für Psychiatrie und Psychotherapie als auch der Facharzt für Psychosomatische Medizin und Psychotherapie bestehen bleiben sollen.

## Fachgesellschaften und Berufsverbände
- Deutsche Gesellschaft für Psychosomatische Medizin und Ärztliche Psychotherapie (DGPM)
- Deutsches Kollegium für Psychosomatische Medizin (DKPM)

- Berufsverband der Fachärzte für Psychosomatische Medizin und Psychotherapie Deutschlands (BPM)
- Bundesverband Psychosomatische Medizin und Ärztliche Psychotherapie (BDPM)